# Current Organic Chemistry
Current Organic Chemistry è una rivista di revisione scientifica che informa sui progressi nei settori della sintesi asimmetrica, chimica organo-metallica, chimica biorganica, chimica eterociclica, chimica del prodotto naturale e dei metodi analitici della chimica organica. Il Dr. György Keglevich è l'attuale Editor-in-Chief della rivista. 
Secondo il Journal Citation Reports, il giornale ha nel 2019 un impact factor di 1,933

## Sommario e indice
I contenuti della rivista si suddividono in:
- Science Citation Index
- Science Citation Index Expanded
- SciSearch
- Journal Citation Reports/Science Edition
- InCites
- Current Contents®(Physical, Chemical and Earth Sciences)
- Research Alert
- Chemistry Citation Index®
- Scopus
- Chemical Abstracts Service/SciFinder
- ChemWeb
- Google Scholar
- Engineering Village/Chimica
- Genamics JournalSeek
- Cabell's Directory
- MediaFinder®-Standard Periodical Directory
- PubsHub
- Index Copernicus
- J-Gate
- CNKI Scholar
- Suweco CZ
- TOC Premier
- EBSCO
- British Library
- Ulrich's Periodicals Directory
- JournalTOCs